# پتار کریووکوچا
پتار کریووکوچا (انگلیسی: Petar Krivokuća؛ زادهٔ ۱۲ ژوئن ۱۹۴۷) بازیکن فوتبال اهل یوگسلاوی بود.
از باشگاه‌هایی که در آن بازی کرده‌است می‌توان به باشگاه فوتبال ایراکلیس ۱۹۰۸ و باشگاه فوتبال ستاره سرخ بلگراد اشاره کرد.
وی همچنین در تیم ملی فوتبال یوگسلاوی بازی کرده‌است.